# Ліптовське Ревуце
Ліптовське Ревуце (словац. Liptovské Revúce) — село, громада округу Ружомберок, Жилінський край. Кадастрова площа громади — 76,91 км².
Населення 1513 осіб (станом на 31 грудня 2018 року).

## Історія
Ліптовське Ревуце згадуються 1233 року.

## Населення
| Рік:            | 1994. | 2004.   | 2014.   | 2024.   |
| --------------- | ----- | ------- | ------- | ------- |
| Кількість осіб: | 1790  | 1686    | 1571    | 1442    |
| Різниця:        |       | -5,81 % | -6,82 % | -8,21 % |

| Рік:            | 2023. | 2024.   |
| --------------- | ----- | ------- |
| Кількість осіб: | 1463  | 1442    |
| Різниця:        |       | -1,43 % |